# Iceberg
Pour les articles homonymes, voir Iceberg (homonymie).

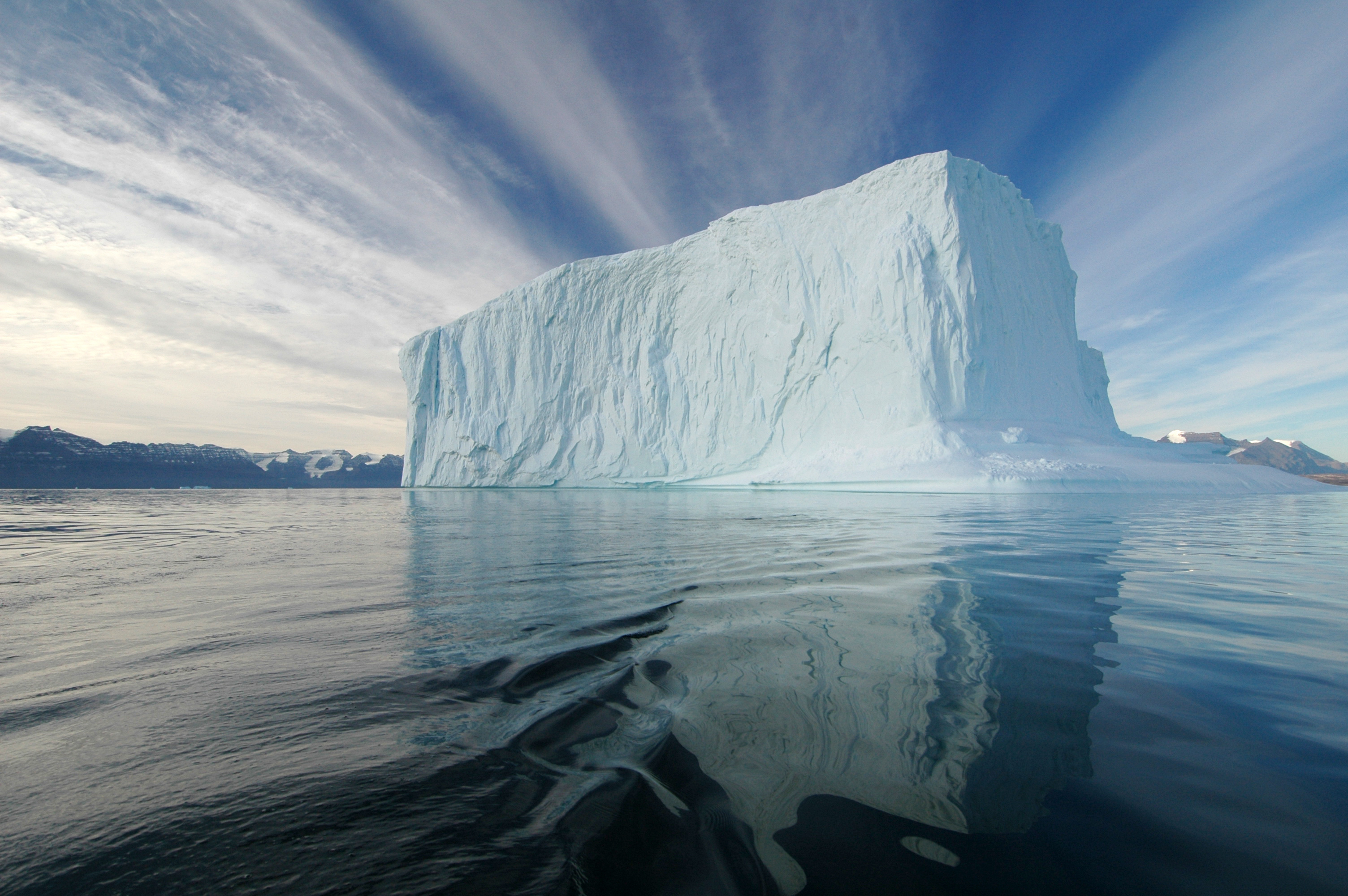
Iceberg dans un parc au Groenland.

Un iceberg (/ajs.bɛʁg/ ou /is.bɛʁg/) est une grande masse de glace flottant dans la mer et mesurant plus de 15 mètres de long. 
Le terme provient de l'anglais, où il a été emprunté du néerlandais ijsberg, littéralement « montagne de glace », de ijs « glace » et berg « montagne »,.

## Formation
Un tel morceau de glace d'eau douce s'est détaché d'un glacier ou d'un inlandsis et dérive librement dans les eaux libres (salées). Les morceaux de glace flottants plus petits provenant de glaciers sont appelés « morceaux de glaciers ». Le détachement du glacier s'appelle le vêlage.
En raison de la densité plus faible de la glace par rapport à l'eau, les icebergs dérivent dans la mer sans couler. Une partie importante d'un iceberg reste cachée sous la surface de l'eau, ce qui a donné naissance à l'expression « la pointe de l'iceberg ». Les icebergs sont considérés comme une menace sérieuse pour la navigation : après le naufrage du Titanic en 1912 à cause d'un iceberg, la patrouille internationale des glaces a été créée.

## Caractéristiques physiques
Environ 92 % du volume d'un iceberg est situé sous la surface de l'eau et il est difficile de déterminer la forme qu'adopte cette partie à partir de celle qui flotte au-dessus de la mer (comme le suggère l'expression « partie émergée de l'iceberg » ou la « pointe de l'iceberg », signifiant qu'un phénomène ou un objet ne sont qu'une partie minime ou superficielle d'un ensemble plus vaste qui se dérobe à la vue). Pour un grand iceberg tabulaire dont la hauteur apparente hors d'eau est de 35 à 40 m, la partie immergée peut descendre jusqu'à plus de 300 m sous le niveau de la mer.[réf. nécessaire]

### Différents types d'icebergs
La taille et la forme des icebergs varient considérablement. Les icebergs qui se détachent des glaciers du Groenland ont souvent une forme irrégulière, tandis que les plateaux de glace de l'Antarctique produisent souvent de grands icebergs plats (ressemblant à des tables : icebergs tabulaires).

#### Records
Le dernier plus grand iceberg documenté de l'histoire, appelé B-15, est estimé en 2000 à près de 300 kilomètres sur 40. Il se disloque en plusieurs morceaux en 2003, faisant de l'iceberg antarctique A23a le plus grand du monde avec une superficie de 4 000 km2 et une masse estimée à 1 000 milliards de tonnes,. En 2024, l’A23a entre dans le courant circumpolaire antarctique et reste au nord des îles Orcades du Sud. Fin 2024, il reprend sa course vers le nord.
Le plus grand iceberg jamais répertorié était un iceberg tabulaire antarctique de 335 par 97 kilomètres, observé par l'USS Glacier le 12 novembre 1956 à environ 240 kilomètres à l'ouest de l'île Scott dans le Pacifique Sud. Cet iceberg était plus grand que la Belgique.

#### Icebergs tabulaires
Les icebergs tabulaires se forment lorsque les glaciers des côtes s'avancent loin dans la mer et que de grandes plaques de glace flottent sur l'eau, toujours reliées au glacier. Ces plaques de glace de plateau peuvent avoir une épaisseur de 200 à 1 000 mètres. Les plus grandes surfaces de glace de plateau se trouvent dans l'Arctique, le long des côtes du Groenland et de l'Alaska. Lorsque de grandes parties de la calotte glaciaire se détachent, elles dérivent dans l'océan polaire sous forme d'icebergs tabulaires.
Il existe également des glaces qui gèlent à partir de l'eau de mer, comme la banquise : l'eau salée gèle d'abord pour former des blocs de glace, qui sont ensuite poussés ensemble pour former une couche de glace continue.

### Poussée d'Archimède
La flottabilité de l'iceberg s'explique par la poussée d'Archimède. La poussée d'Archimède est la force particulière que subit un corps plongé en tout ou en partie dans un fluide (liquide ou gaz) soumis à un champ de gravité. Cette force provient de l'augmentation de la pression du fluide avec la profondeur (effet de la gravité sur le fluide, voir l'article hydrostatique) : la pression étant plus forte sur la partie inférieure d'un objet immergé que sur sa partie supérieure, il en résulte une poussée globalement verticale orientée vers le haut. C'est à partir de cette poussée qu'on définit la flottabilité d'un corps.
Considérons un solide de volume V et de masse volumique ρS flottant à la surface d'un liquide de masse volumique ρL. Si le solide flotte, c'est que son poids est équilibré par la poussée d'Archimède :
Fa = Fp.
La poussée d'Archimède étant égale (en norme) au poids du volume de liquide déplacé (équivalent au volume V i immergé), on peut écrire :
ρLV i g = ρSV g.
Le volume immergé vaut donc
V i = ( ρS / ρL ) V.
Si le solide flotte, V > V i et il s'ensuit que ρS < ρL.
Dans le cas de l'iceberg, considérons un morceau de glace pure à 0 °C flottant dans de l'eau de mer. Soient ρS = 0,917 kg/dm3 (masse volumique ρS de la glace) et ρL = 1,025 kg/dm3 (la masse volumique ρL de l'eau salée ; on aurait ρL = 1,000 kg/dm3 pour de l'eau pure à 3,98 °C). Le rapport ρS / ρL (c'est-à-dire la densité relative) est de 0,895, si bien que le volume immergé V i représente près de 90 % du volume total V de l'iceberg.

## Classification
Les icebergs sont classés en fonction de leurs taille et forme. La classification suivante est utilisée par l'International Ice Patrol.

### Taille
| Dénomination                       | Hauteur émergée | Surface de flottaison | Longueur    | Masse            |
| ---------------------------------- | --------------- | --------------------- | ----------- | ---------------- |
| Bourguignon (growler)              | < 1 m           | < 20 m2               | < 5 m       | < 120 t          |
| Fragment d'iceberg (bergy bit)     | 1 m à 5 m       | 20 à 300 m2           | 5 à 15 m    | 120 t à 5 400 t  |
| Petit iceberg (small)              | 5 m à 15 m      | > 300 m2              | 15 à 60 m   | 5 400 t à 180 kt |
| Iceberg moyen (mediumberg)         | 15 m à 45 m     | -                     | 60 à 120 m  | 180 kt à 2 Mt    |
| Gros iceberg (largeberg)           | 45 m à 75 m     | -                     | 120 à 200 m | > 2 Mt           |
| Très gros iceberg (very largeberg) | > 75 m          | -                     | > 200 m     | 30 Mt            |

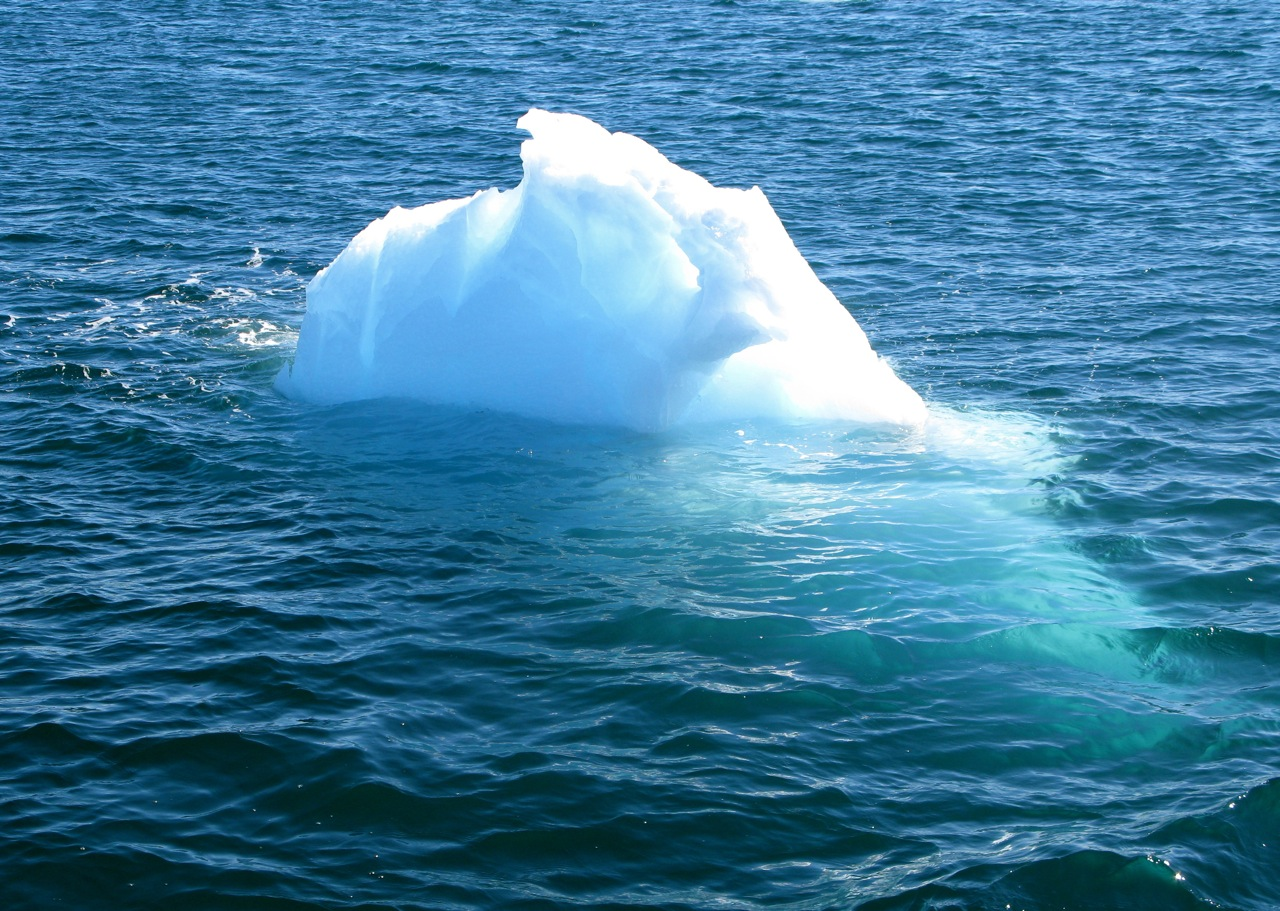
Bourguignon (growler).

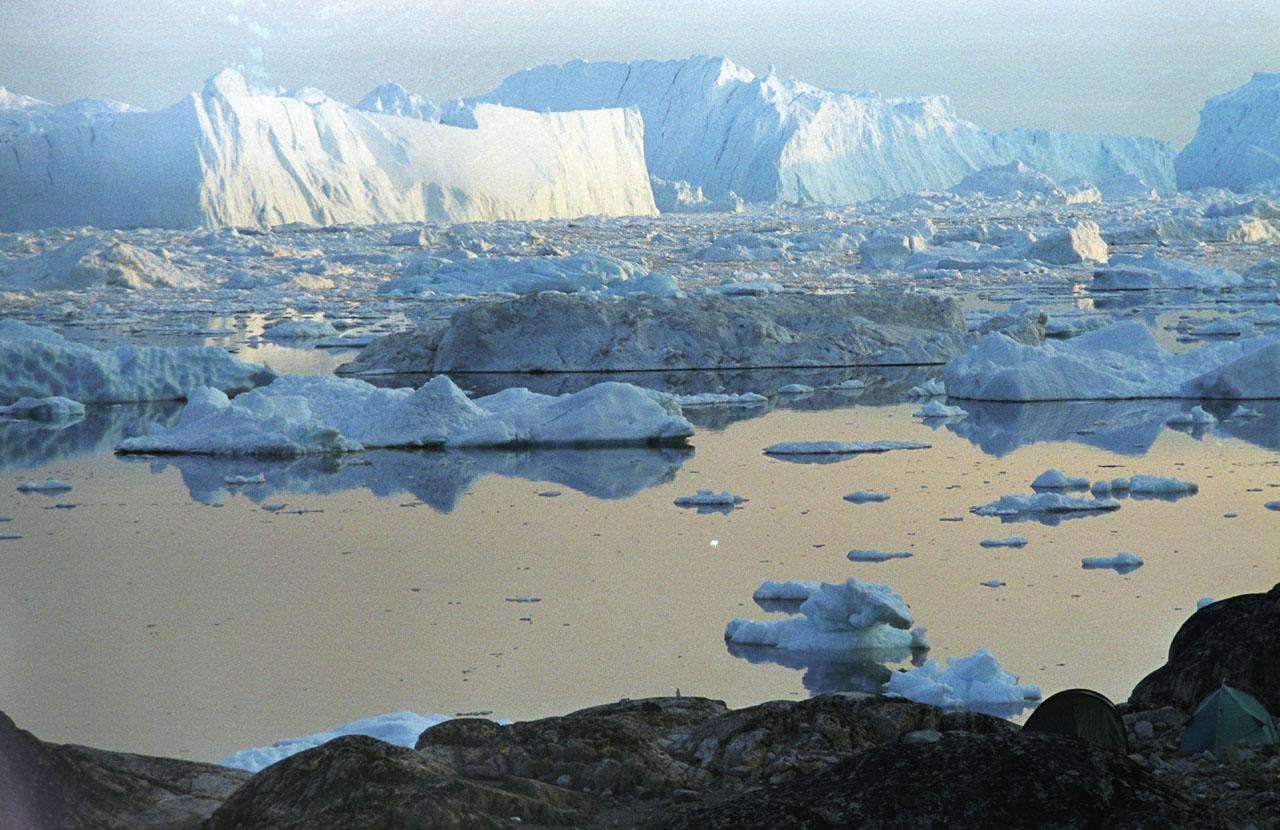
Gros icebergs (jusqu'à 180 m de haut) dérivant vers la mer depuis Isfjord, baie de Disko, à l'ouest du Groenland.

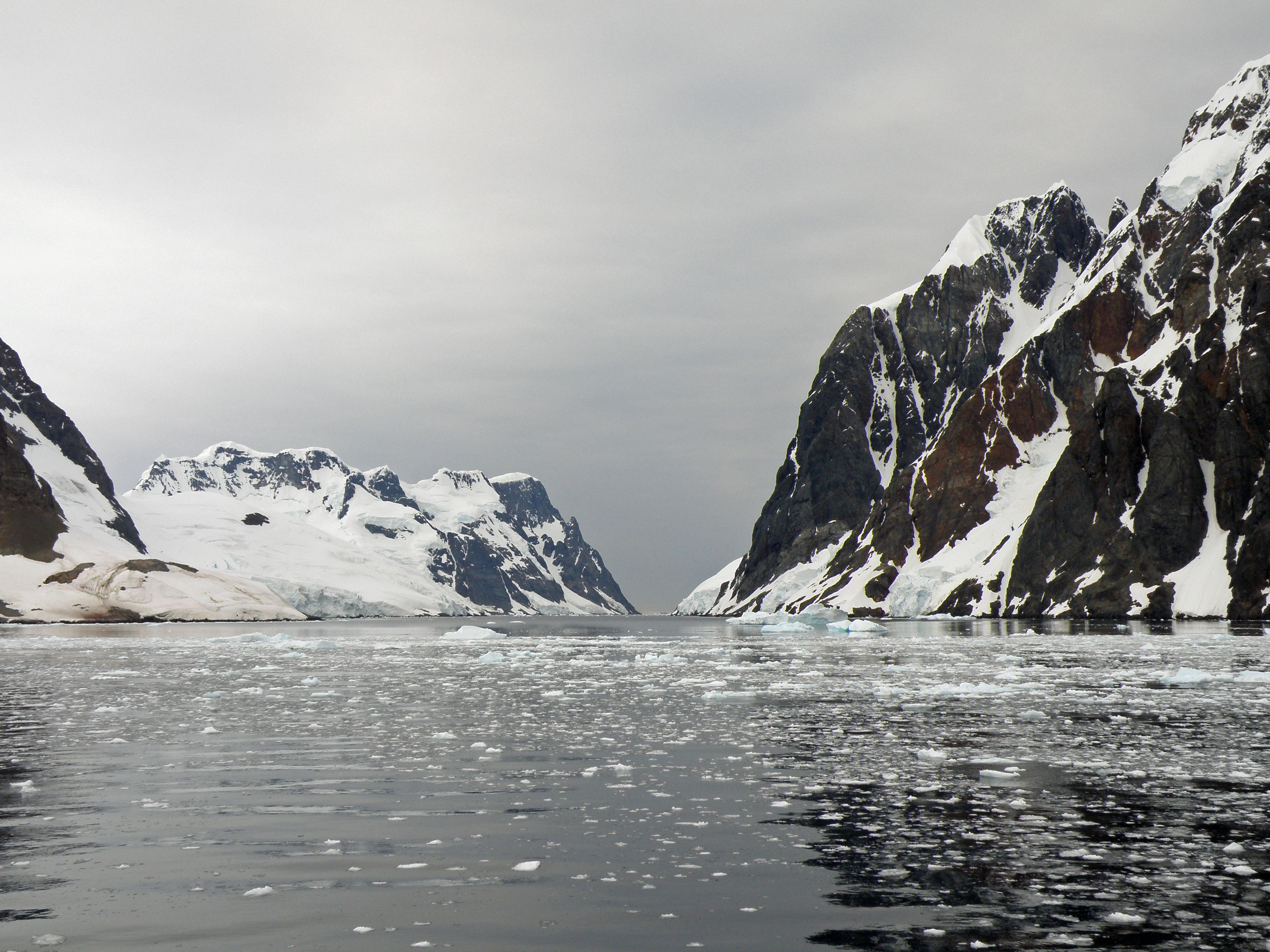
Sarrasins (brash ice) dans le canal Lemaire (Antarctique).

Lorsqu'un iceberg se détache d'un ice-shelf ou d'un glacier, il est toujours accompagné d'une multitude de fragments (hauteur émergée < 2 m) appelés « sarrasins » ou brash ice en anglais.

### Forme

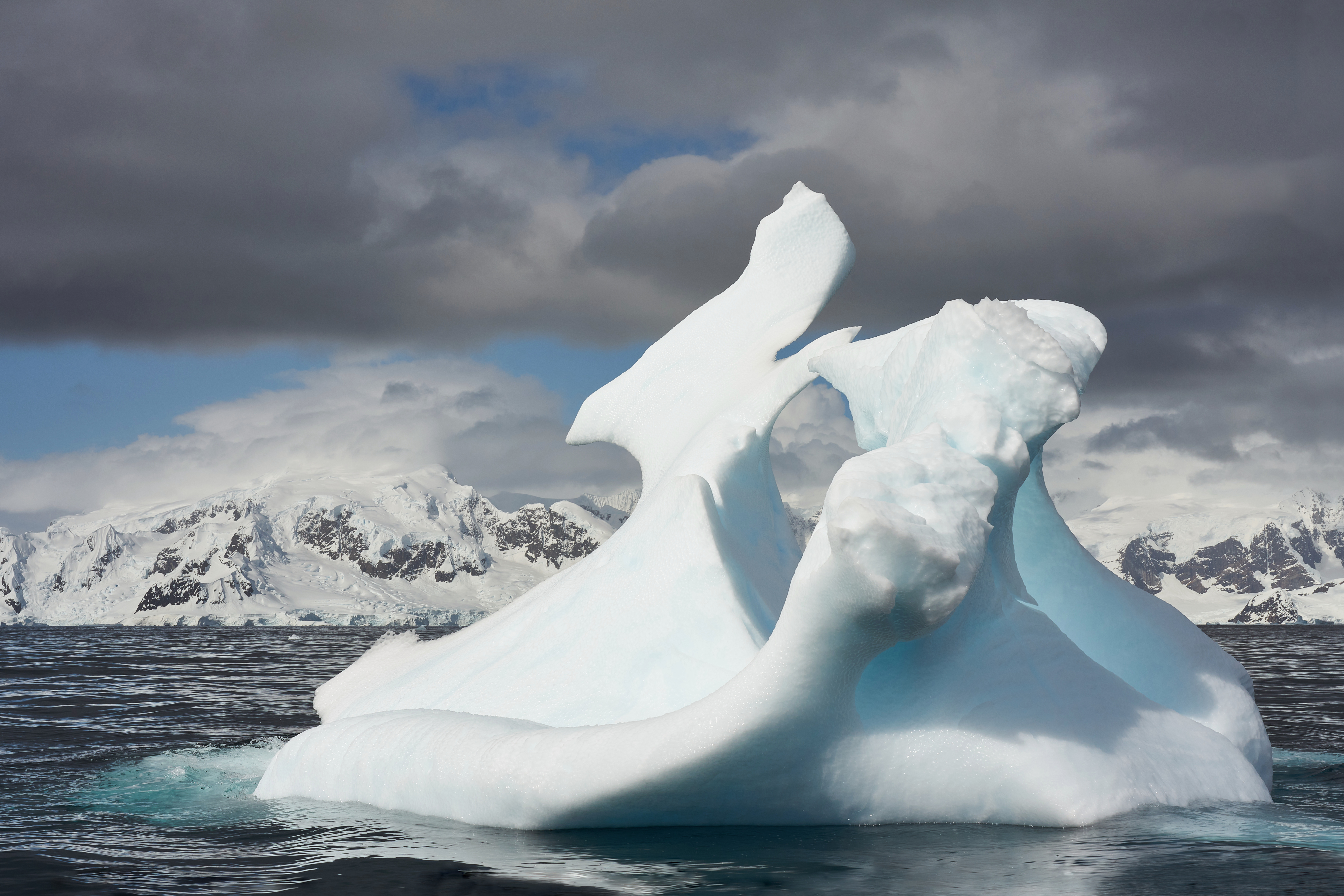
Forme d'Iceberg, qualifiée non officiellement de sculpture. Janvier 2018.

Cette classification se fonde sur la forme de la partie visible de l'iceberg :
- iceberg tabulaire (tabular) est un iceberg de forme plate, avec une longueur supérieure à 5 fois sa hauteur. Les tabulaires sont caractéristiques de la zone Antarctique et de ses nombreuses barrières de glace ;
- iceberg trapu (blocky) : iceberg présentant un dessus plat et des flancs verticaux abrupts, avec une longueur comprise entre 3 et 5 fois sa hauteur ;
- iceberg biseauté (wedge) : iceberg vertical et abrupt d'un côté, et en faible pente de l'autre ;
- iceberg érodé (drydock) : pente douce et surface irrégulière due à une forte érosion ;
- iceberg pointu (pinnacled) : une ou plusieurs pointes de très grande hauteur au-dessus de l'eau en regard de la masse de l'iceberg ;
- iceberg en dôme (dome) : surface douce et arrondie, typique d'un iceberg qui a récemment basculé.

### Couleurs

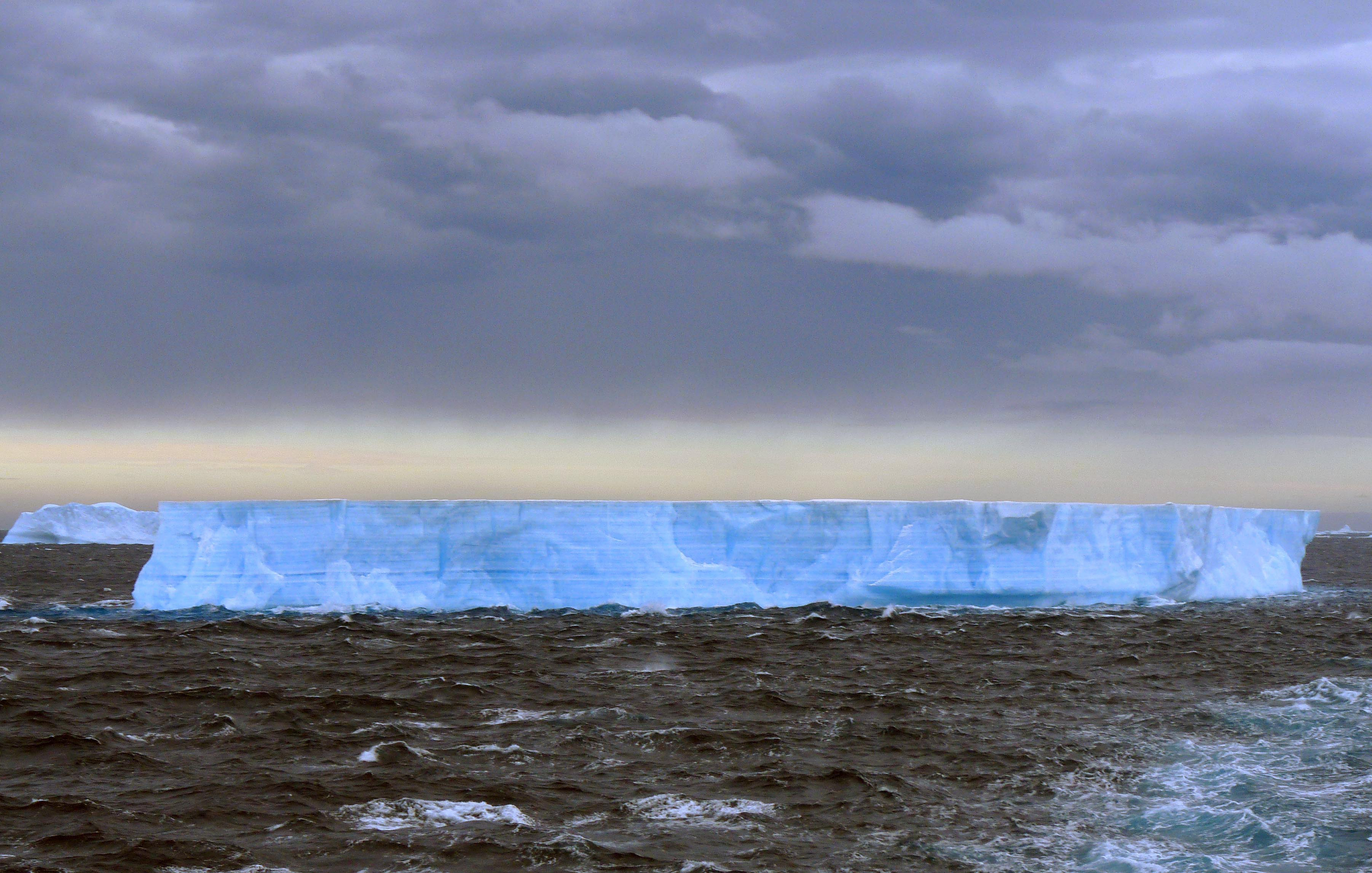
Un iceberg tabulaire de couleur aux nuances bleues.

Certains icebergs présentent des zébrures de teinte foncée correspondant à une formation géologique : ce sont de très anciens bancs de cendre volcanique ou des inclusions de moraines.
Les différentes nuances de bleu que présente la glace des icebergs sont en relation avec son ancienneté.
Parfois, les icebergs présentent des zones de colorations rouges, orangées ou vertes qui sont dues à la présence de différentes sortes d'algues, les diatomées (Bacillariophyta).

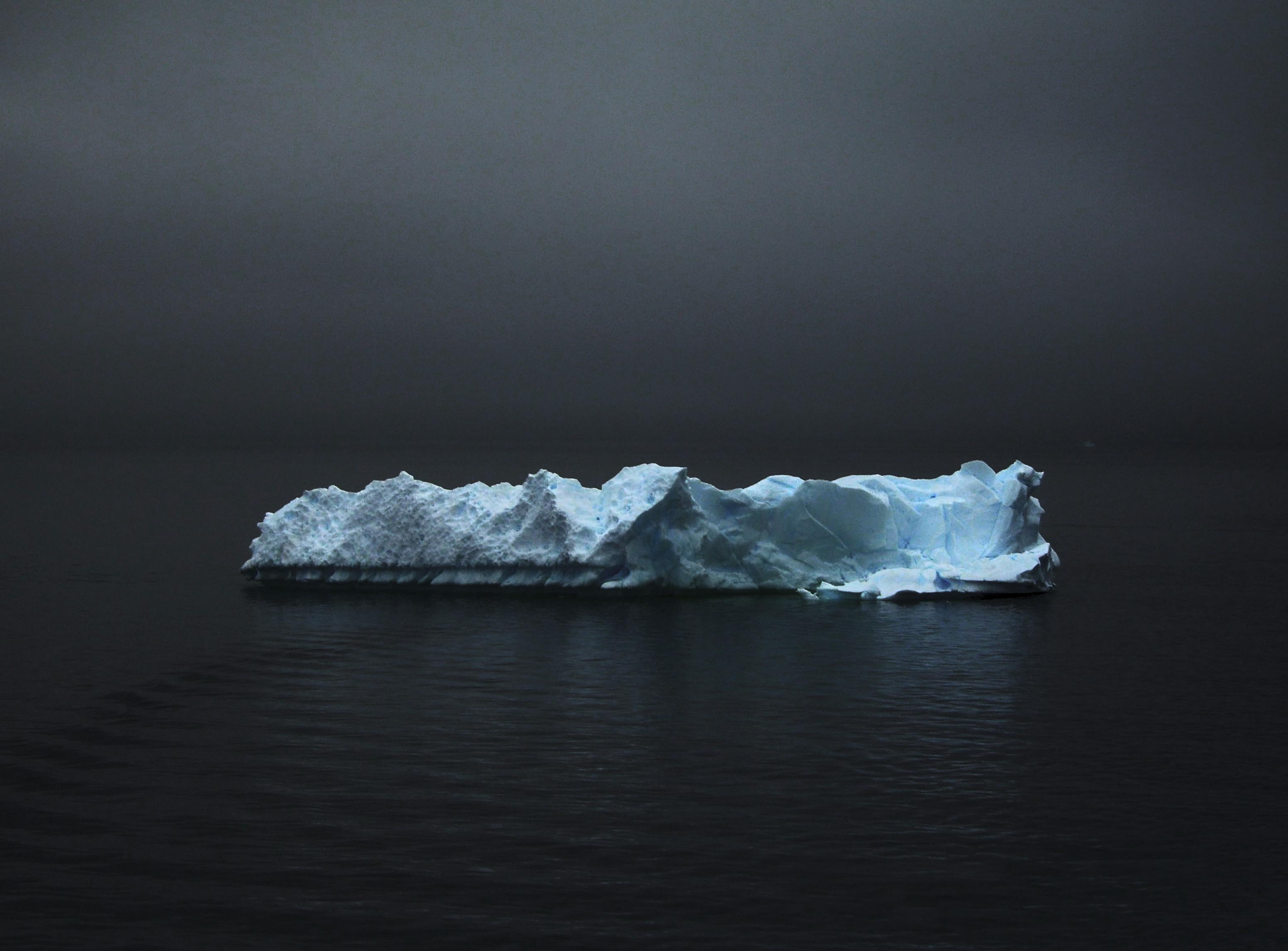
Un iceberg de nuit en Antarctique. Janvier 2011.

## Formation et évolution
Vêlage : les icebergs résultent généralement de la fragmentation d'une masse de glace débouchant sur la mer (front de glacier, glace de barrière...). Cette fragmentation, appelée « vêlage », produit une masse de glace flottante pouvant alors dériver vers le large.
Très souvent, en raison de la taille de leur partie immergée, les icebergs s'échouent temporairement sur le fond qu'ils peuvent racler en y laissant leur empreinte ou divers dépôts, puis reprennent leur errance, parfois des années plus tard. Ces traces, bien étudiées dans une partie de l'hémisphère nord sont des informations intéressantes pour la paléoclimatologie.

Iceberg B-09B entrant en collision avec la langue du glacier Mertz entraînant le vêlage d'un iceberg. Février 2010.

Collision : dans certains cas, le vêlage peut être provoqué par la collision d'un iceberg avec une langue glaciaire. Cela a été le cas en février 2010 lorsque l'iceberg B-09B (de 92 km x 37 km) a percuté la langue du glacier Mertz (67° 00′ 00″ S, 145° 00′ 00″ E) et en a détaché un iceberg (de 80 km x 37 km), soit une superficie de 2 900 km2 (plus étendu que le grand duché du Luxembourg).
Tsunamis : ce sont d'autres causes possibles ; à titre d'exemple, les vagues du tsunami provoqué par le séisme de magnitude 9 au Japon le 11 mars 2011 sont arrivées 18 h plus tard très amorties en Antarctique. De petites vagues de 30 cm et les nombreuses ondes de réfractions causées par les côtes du Pacifique ont libéré deux nouveaux icebergs géants (125 km2 au total) et de nombreux fragments de la plateforme de Sulzberger (77° 00′ 00″ S, 152° 00′ 00″ O) en mer de Ross.
Montée du niveau de la mer et réchauffement climatique : Dans le passé, avec des cycles de 6000 à 7000 ans correspondant à des hausses du niveau de la mer, une grande quantité de glace a quitté le pôle Nord, dont des icebergs emportant des roches prélevées au socle sous-jacent. Ces roches ont parfois été relâchées beaucoup plus au sud, et sont retrouvées dans les sédiments marins. Ces événements sont dits « événements de Heinrich », du nom du géologue qui les a expliqués.
Le rôle des glaces antarctiques semblait moins important et est resté longtemps mal compris. Il est éclairé depuis 1979 par un suivi satellitaire qui n'a d'abord pas montré de diminution totale de surface (au contraire durant plusieurs décennies), alors que la calotte arctique diminuait régulièrement. Des zones d'amincissement ont ensuite été observées ainsi que des fragmentations (ex : 3 500 km2 de la banquise Larsen B qui se sont brisés en morceaux en mars 2002, après apparition de crevasses en 1987 alors que cette banquise était considérée comme stable depuis 10 000 ans. En 2009, c'est la plaque Wilkins, qui couvrait antérieurement 16 000 km2 qui s'est également détachée. La superficie de la banquise entourant le continent antarctique augmente plutôt depuis trente ans. Les scientifiques s'interrogent sur les raisons de l'extension de ces glaces antarctiques. Parmi les explications proposées, selon une étude néerlandaise, la fonte des glaces qui recouvrent le continent pourrait être à l'origine de cette extension probablement parce que l'eau de fonte provoquerait un refroidissement de l'eau de surface favorisant la formation de glace de mer.
Une étude de la NASA et de l'Université de Californie à Irvine publiée en mai 2014 dans les revues Science et Geophysical Research Letters conclut cependant qu'une partie de l'inlandsis Ouest-Antarctique fond rapidement, et semble être en déclin irréversible, ; 40 ans d'observation du comportement des six plus grands glaciers de cette région de la mer d'Amundsen dans l'Antarctique occidental : Pine Island, Thwaites, Haynes, Smith, Pope et Kohler indiquent que ces glaciers « ont passé le point de non-retour » ; ils contribuent déjà de façon significative à l'élévation du niveau des mers, relâchant annuellement presque autant de glace dans l'océan que l'inlandsis du Groenland entier ; ils contiennent assez de glace pour élever le niveau général des océans de 4 pieds (1,2 mètre) et fondent plus vite qu'attendu par la plupart des scientifiques ; pour l'auteur principal (Eric Rignot), ces découvertes impliquent une révision à la hausse des prévisions actuelles d'élévation du niveau marin.
Les paléoclimatologues comprennent maintenant mieux ce qui s'est passé lors des déglaciations précédentes, et notamment après le dernier maximum glaciaire (survenu il y a - 26 000 à - 19 000 ans) : les premières données provenaient de quelques carottes de glace et d'autre part de carottages de sédiments marins, temporellement assez peu précises et géographiquement limitées à quelques zones terrestre ou marines peu profondes,. Depuis, l'étude de dépôts marins de couches de débris massivement transportés par les icebergs dans le passé (dénommés « BIRD » pour iceberg-rafted debris) a permis de reconstituer la dynamique des glaciers antarctiques dans les millénaires précédents : il y a huit événements documentés de flux accru d'export de grands icebergs à partir de la calotte antarctique (entre 20 000 ans avant nos jours et 9 000 ans, ce qui ne correspond pas aux scénarios précédents selon lesquels le principal retrait glaciaire aurait été lancé par une fonte des glaces),,, continue jusqu'à la fin de l'Holocène.
Le flux maximum de grands icebergs largués en Antarctique date d'environ 14 600 ans. C'est la première preuve directe d'une contribution de l'Antarctique à une brutale montée du niveau océanique. Weber & al (2014) en déduisent qu'il existe en Antarctique des rétroactions positives, faisant que de « petites » perturbations de la calotte glaciaire pourraient contribuer à un mécanisme possible d'élévation rapide du niveau marin.

## Surveillance

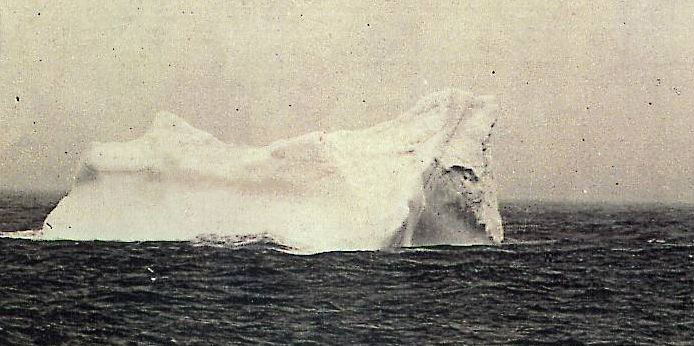
L'un des icebergs soupçonnés d'être celui qui a été heurté par le Titanic.

Les icebergs sont relativement pérennes et leurs flancs peuvent facilement déchirer les tôles minces qui constituent les coques des navires. En conséquence, ils présentent un réel danger pour la navigation. Le naufrage le plus célèbre dû à une collision avec un iceberg est celui du Titanic, le 14 avril 1912.
Au cours du XXe siècle, plusieurs organisations furent créées pour l'étude et la surveillance des icebergs. Actuellement, l'International Ice Patrol contrôle et publie leur déplacement dans l'océan Atlantique nord.
Les icebergs provenant de l'Antarctique sont suivis par le National Ice Center (NIC). Ceux qui mesurent plus de 10 milles marins (18,52 kilomètres) de longueur (plus grand axe) sont désignés par un nom composé d'une lettre indiquant le quadrant d'origine, suivie par un nombre, incrémenté pour chaque nouvel iceberg. La première lettre signifie que l'iceberg est issu :
- A : du 1er quadrant entre 0° et 90° de longitude ouest (mer de Bellingshausen et mer de Weddell) ;
- B : du 2e quadrant entre 90° et 180° de longitude ouest (mer d'Amundsen, Est de la mer de Ross) ;
- C : du 3e quadrant entre 90° et 180° de longitude est (Ouest de la mer de Ross, Terre de Wilkes) ;
- D : du 4e quadrant entre 0° et 90° de longitude est (barrière d'Amery, Est de la mer de Weddell).

Exemple : l'iceberg B-15 issu de l'ice-shelf de Ross est le quinzième iceberg suivi par le NIC dans cette zone.
Lorsqu'un iceberg géant se fragmente, chaque fragment fille est affecté du code de l'iceberg mère, suivi d'une lettre (exemple : en 2010, B-15 avait donné naissance à 9 blocs (B-15B, B-15F, B-15G, B-15J, B-15K, B-15N, B-15R, B-15T et B-15V), tous en circulation autour du 6e continent.
En février 2010, le National Ice Center surveillait 37 icebergs géants en Antarctique et 52 en janvier 2016, 41 en novembre 2020.

## Records

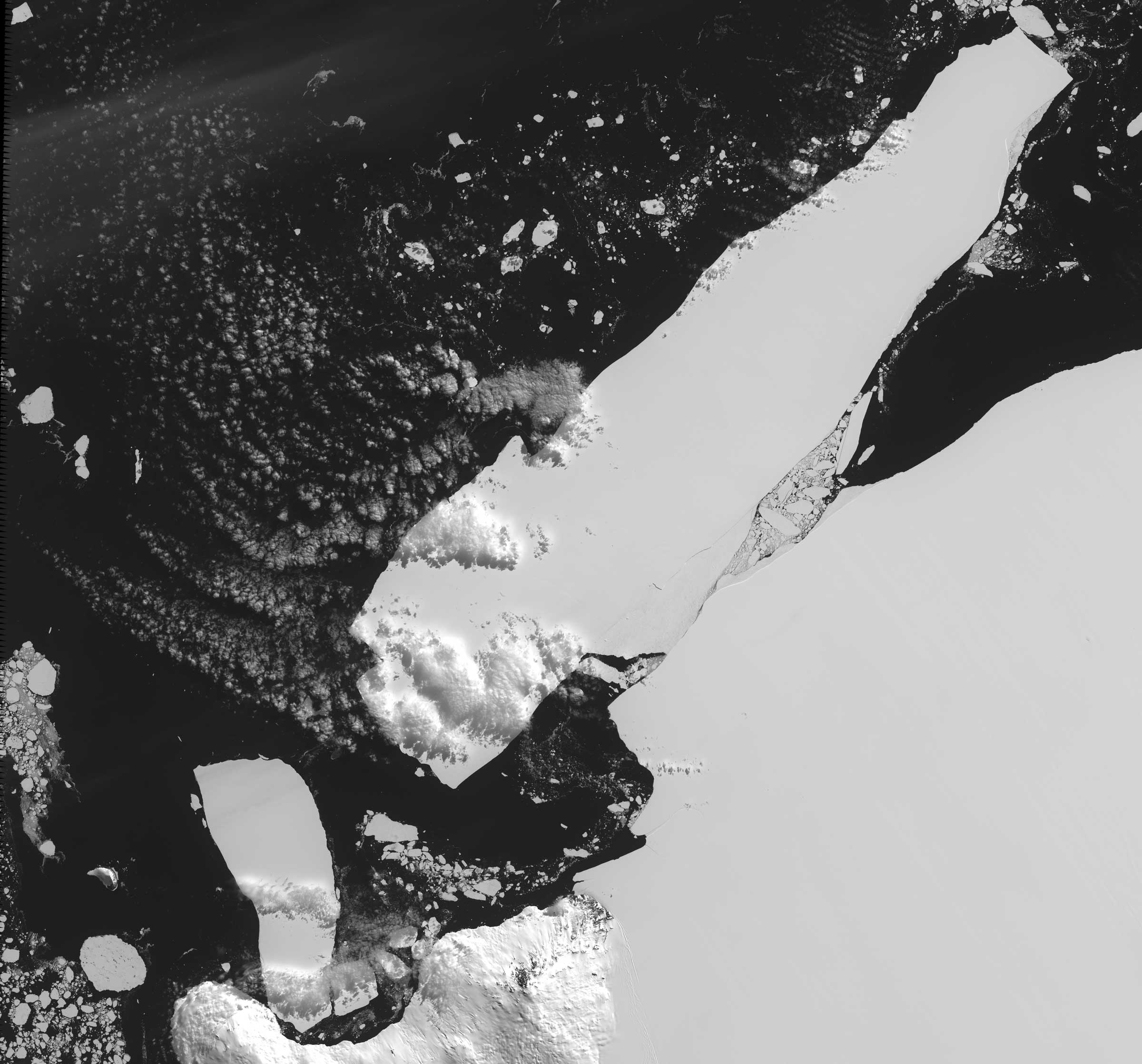
Photo satellite de l'iceberg B-15.

- L'iceberg B-15, qui s'est détaché de la barrière de Ross en 2000 et possédait une superficie initiale de 11 000 km2, était le plus gros jamais détecté. Il mesurait à l'origine 295 km de long sur 37 km de large[29]. Il s'est brisé en deux en novembre 2002. À la fin de l'année 2004, la plus grande partie restante, l'iceberg B-15A, mesurait encore 3 000 km2 et était toujours le plus gros objet flottant sur les océans terrestres. Il a percuté le continent Antarctique le 10 avril 2005 et continue à circuler le long de ses côtes. Les scientifiques ont déterminé qu'une succession de vagues nées au nord de l'hémisphère Nord lors d'une tempête dans le Golfe d'Alaska en octobre 2005 a provoqué la fragmentation de l'iceberg B-15A en Antarctique[30]. Les vagues, hautes de dix mètres à l'origine, sont venues 6 jours plus tard parcelliser B-15A après un voyage de 13 500 km.
- En novembre 2020 l'iceberg A68-A de 152 × 48 km a approché les côtes de la Géorgie du Sud menaçant les colonies de manchots (papou et royal) et d'éléphants de mer qui s'y trouvent[31].

| Iceberg | Superficie (km2) | Date de vêlage | Origine                    |
| ------- | ---------------- | -------------- | -------------------------- |
| B-15    | 11000            | mars 2000      | Barrière de Ross           |
| A-20    | 7284             | 1986           | Barrière de Larsen         |
| A-24    | 6863             | 1986           | Barrière de Larsen         |
| C-19    | 6368             | mai 2002       | Barrière de Ross           |
| A-23    | 5883             | 1986           | Barrière de Filchner-Ronne |
| A-68    | 5800             | juillet 2017   | Barrière de Larsen         |
| B-10    | 5689             | 1992           | Glacier Thwaites           |
| A-38    | 5603             | octobre 1998   | Barrière de Filchner-Ronne |
| A-22    | 5212             | octobre 1998   | Barrière de Filchner-Ronne |
| B-09    | 5096             | 1987           | Incertaine                 |
| A-76    | 4320             | 19 mai 2021    | Barrière de Filchner-Ronne |

## L'iceberg dans la culture
En héraldique, un iceberg figure sur les armoiries des terres australes et antarctiques françaises.
En français il existe plusieurs expressions utilisant ce mot :
- « chaleureux(euse) comme un iceberg » est un synonyme d'« attitude glaciale » chez des auteurs comme Frédéric Dard ou Gérard de Villiers ;
- « la partie immergée d'un iceberg » désigne ce qui est caché (non apparent) ; par opposition, « la partie émergée d'un iceberg » désigne ce qui est visible. Ces expressions sont fréquemment utilisées pour attirer l'attention sur le fait que l'être humain, dans un contexte donné, se focalise sur un seul aspect d'un tout plus vaste, sur une portion d'une problématique ou d'une thématique plus ample, sur une seule partie d'une réalité plus large.

## Galerie

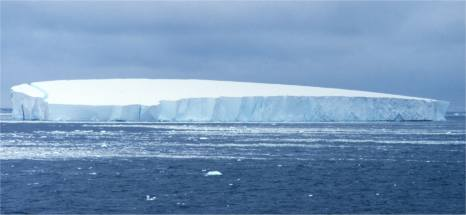
Iceberg tabulaire.
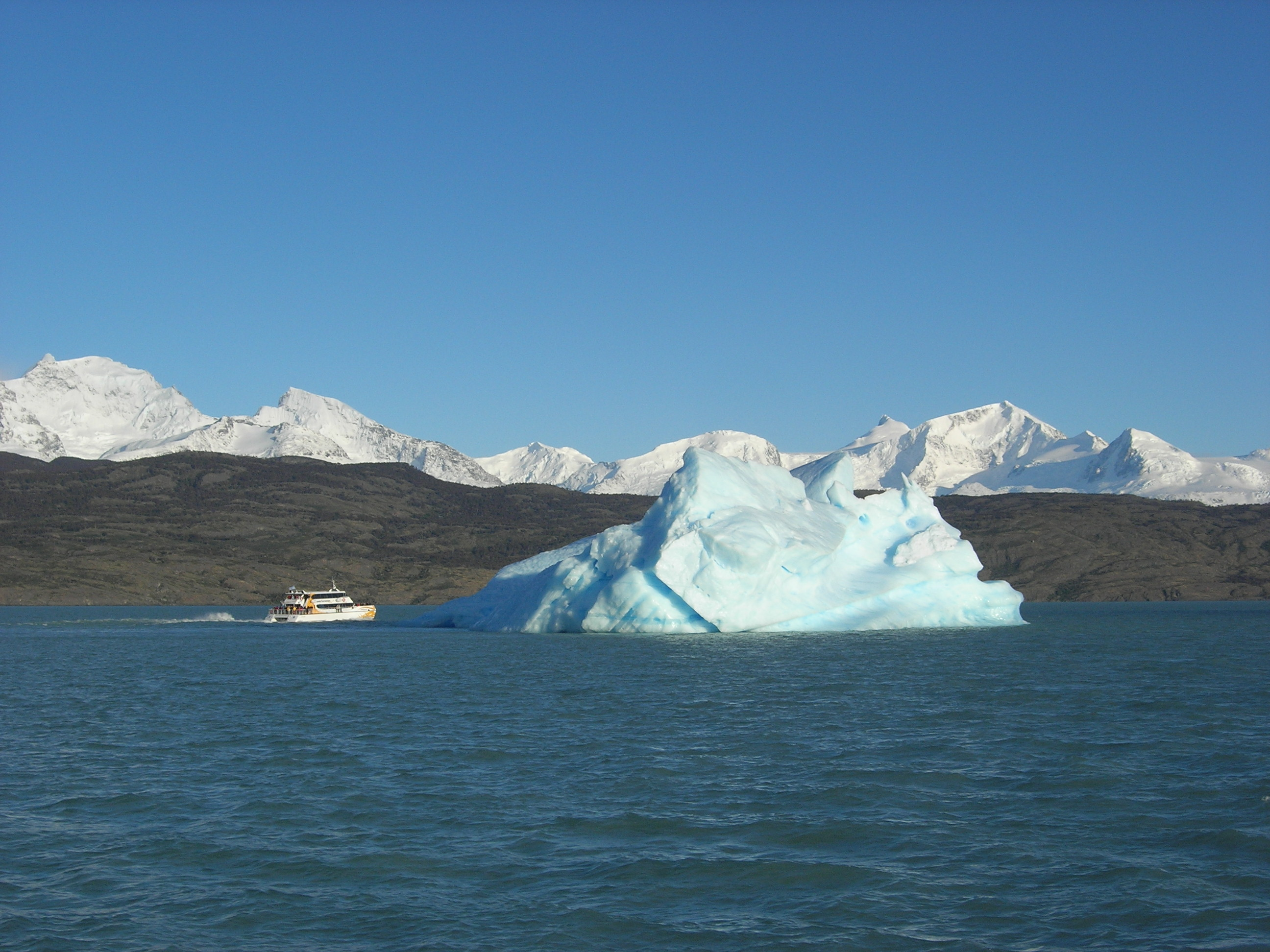
Iceberg sur le Lac Argentino.
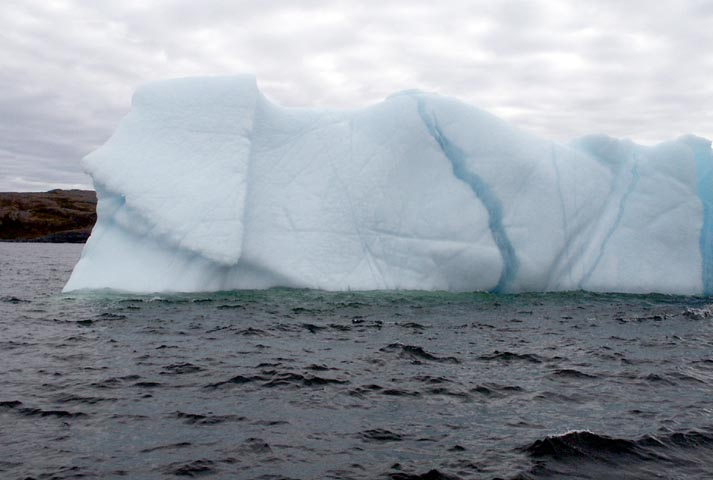
Iceberg au large de Terre-Neuve.